# Fille, femme, autre
Fille, femme, autre (titre original : Girl, Woman, Other), traduit par Françoise Adelstain et publié en 2020, est le huitième roman de Bernardine Evaristo. Il a reçu le prix Booker 2019 et fait partie du Top 19 de l'année de Barack Obama. Le roman suit la vie de douze femmes, noires ou métisses, au Royaume-Uni.

## Résumé
Le roman suit la vie de douze personnes, onze femmes et une personne transgenre non-binaire, majoritairement noires, au Royaume-Uni. Elles cherchent un avenir, une maison, l'amour, une mère absente, un père perdu, une identité, un genre, une existence, et au passage, le bonheur. À travers ces personnages, le roman balaie 120 ans d'histoire en Grande-Bretagne, entre Newcastle, la Cornouailles et Londres.
Chaque chapitre est consacré à un personnage qui s'avère lié à tous les autres par une histoire et un vécu commun. Ces femmes viennent de milieux et de familles différentes, elles n’ont pas le même âge, mais toutes cherchent leur place dans une société raciste, patriarcale et homophobe.
Le livre commence avec Amma, une dramaturge, avant la première londonienne de sa nouvelle pièce de théâtre, La dernière amazone de Dahomey et se termine avec la soirée qui suit la première pendant laquelle plusieurs des personnages du livre se croisent. Dans un dernier chapitre, Épilogue, très émouvant, Pénélope qui se croyait Blanche fait un test ADN, découvre qu'elle est Métisse (17% de sang africain) et retrouve sa mère de 93 ans qui avait accouché à 14 ans d'une petite fille que son père lui avait arrachée.
Amma raconte son parcours semé d'embûches de femme noire, socialiste et lesbienne. Il y a aussi Dominique, sa meilleure amie, tombée amoureuse d'une extrémiste américaine qui refuse tout contact avec les hommes, Carole, issue des milieux défavorisés de Londres qui réussira à la City, contre toute attente ou Megan, né fille et devenu Morgan. Et Yazz, Bummi, LaTisha, Shirley, Winsome, Penelope, Hattie et Grace dont les histoires se croisent et se mêlent.

## Thèmes
Le livre aborde les thèmes du féminisme, de patriarcat, du succès, des relations et de la sexualité.

## Distinctions et reconnaissance
- 2019 : lauréate du prix Booker (conjointement avec Les Testaments de Margaret Atwood)[3]. Les juges du Booker décrivent l'ouvrage comme "une lecture incontournable sur la Grande-Bretagne moderne et la féminité"[4].
- 2019 : finaliste du Gordon Burn Prize[5]
- 2020 : finaliste du Women's Prize for Fiction[6]
- 2020 : lauréate du Fiction Book of the Year du British Book Award[7]
- 2020 : lauréate de l'Indie Book Award for Fiction[8]

## Mise en page
Un élément visible est la disposition de la phrase et des paragraphes. 
À part les noms propres, la seule lettre majuscule d'un chapitre ou sous-chapitre est la première.
La ponctuation est presque absente, de toute façon sans point, au mieux avec quelques virgules et points d'interrogation.
Chaque phrase ou élément de phrase commence sans majuscule et s'interrompt dès que cela paraît nécessaire pour la diction et/ou la respiration, par un passage à la ligne avec retrait, à la manière du vers libre.
En ce sens, le texte serait poétique.

## Accueil critique
Barack Obama a sélectionné Girl, Woman, Other parmi ses 19 livres préférés de 2019. L'agrégateur de critiques du site Book Marks rapporte que 57% des critiques ont donné au livre une revue "élogieuse" et 43% une revue "positive". Le Financial Times déclare que "Evaristo écrit avec sensibilité sur la façon dont nous élevons nos enfants, comment nous poursuivons notre carrière, comment nous pleurons et comment nous aimons". Le Sunday Times décrit Girl, Woman, Other comme "un roman triomphalement vaste, raconté dans un mélange de prose et de poésie, sur les luttes, les aspirations, les conflits et les trahisons de douze femmes noires (pour la plupart) et de caractère non binaire".
Pour Gladys Marivat (Le Monde), ce roman polyphonique est euphorisant : Le style d’Evaristo se reconnaît par un mélange impressionnant de prose et de poésie. Il saisit une langue, mais aussi un corps. Voluptueux, vieillissants, vrillés par le travail, ceux des douze héroïnes racontent également une histoire. Comme la cuisine mijotée qu’elles préparent, offrant une savoureuse porte d’entrée dans leur culture. Sons, formes, senteurs : voilà un roman particulièrement sensuel.
Pour Stéphanie Loré (de Chronique Spectacle), si le féminisme est politique et culturel, il est aussi moral, prônant justice et égalité. Le genre ne désigne pas des manières d’être opposées mais des manières différentes d’habiter son identité, son humanité.